# Ізостилбічна точка
Ізостилбічна точка (рос. изостиблическая точка, англ. isostilbic point) — довжина хвилі, при якій інтенсивність випромінювання зразка не змінюється протягом хімічної реакції чи фізичних змін. Вживається також синонім «ізоемісійна» (англ. isoemissive).